# Cecilie Bødkerová
Cecilie Bødkerová (nepřechýleně Cecilie Bødker; * 1990) je dánská spisovatelka, fotografka a feministka. Vystudovala výtvarnou fotografii na Dánské akademii médií a žurnalistiky.

## Životopis
Cecilie debutovala románem „Sortsyge“ u vydavatele Vild Maskine v roce 2020. Román zkoumá normy, které existují ve společnosti, mimo jiné o monogamii, heteronormativitě a soutěživé mentalitě žen.
Ve spolupráci s feministickou diskutérkou Emmou Holtenovou vytvořily v roce 2011 projekt Samtykke / En ny historie om min krop (Obsah / Nový příběh o mém těle). Série fotografií, stejně jako doprovodný článek od Emmy Holtenové, se zabývá pornem z pomsty, kterému byla sama Emma Holtenová vystavena.
Cecilie Bødkerová je redaktorkou časopisu Friktion, který v roce 2011 spoluzaložila.

## Publikace
- Sortsyge, Vild Maskine, 2020 (román)

## Podcasty
Cecilie Bødkerová se účastnila různých podcastů a rozhlasových kanálů, kde mluvila o literatuře a feminismu.
- Beletrie na P1: Bouřlivé pocity: Od lásky k nenávisti, 2020.
- KRÄS na Radio4: Nemoc z černé žárlivosti, kulturní zvyky budoucnosti a inspirační relé týdne, 2020